# Sigma Hydrydy
sigma Hydrydy (HYD) – coroczny rój meteorów aktywny od 3 do 15 grudnia. Jego radiant znajduje się w gwiazdozbiorze Hydry, w pobliżu gwiazdy sigma Hydrae. Maksimum roju przypada na 12 grudnia, jego aktywność jest określana jako średnia, a obfitość roju wynosi 3 meteory/h. Prędkość w atmosferze meteorów tego roju to 58 km/s.